# Herb Borku Wielkopolskiego
Herb Borku Wielkopolskiego – jeden z symboli miasta Borek Wielkopolski i gminy Borek Wielkopolski w postaci herbu.

## Wygląd i symbolika
Herb Blazonowanie|przedstawia w polu czerwonym nad złotą łodzią dwie wieże prostokątne z kamienia barwy naturalnej. Każda o trzech blankach. Dachy wież błękitne, zakończone złotymi kulami na złotych żerdziach. W każdej wieży po dwa okna prostokątne, otwory okienne czarne. Między wieżami podkowa srebrna barkiem do góry, na niej krzyżyk złoty. Poniżej podkowy podwójna lilia srebrna.

## Historia
W 1423 roku Borek był już miastem, a olejnymi właścicielami Borku byli: Mikołaj ze Zdzieża, po nim Tumigrał herbu Wczele, od roku 1469 przez 130 lat właścicielem miasta była rodzina Bnińskich herbu Łódź, później ks. Mateusz Borzewski i Andrzej Borzewski herbu "Lubicz", Stanisław Przyjewski, kolejni właściciele wywodzili się z rodziny Rozdrażewskich, od roku 1726 Kazimierz Sapieha herbu "Gozdawa". Późniejszy herb miasta zawierał elementy herbów poszczególnych właścicieli miasta.